# 嚴禁自盡圖賴碑記
嚴禁自盡圖賴碑記，為中國清朝後年常見的碑碣，通常會豎立於城門出口公眾處。該告示主要目的為嚴禁阻止貧民自殺後，遺族家屬告官誣賴富農地主謀害以此斂財或宣洩情緒的行為。事實上，在此碑記普遍前，該貧民藉親屬自殺誣告富人的訴訟常見，也造成許多該類型冤獄。

南門公園碑林嚴禁自盡圖賴碑記

為了禁止百姓自殺誣告的該類型石碑，石碑碑記內主文通常為詳述為何禁止自殺誣賴。如以1822年立，今完整現存於台灣南部恆春的嚴禁自盡圖賴碑記為例，該主文為：「告示軍、民，人命至重，不可動輒輕生，而人死不可復生，然親屬聽人挑唆，告到官府，意在求財或圖洩忿，地方官未加勘審，致有人因此傾家蕩產或身係囹圄，官府為安分良民，讓被自盡命案牽連者，准予摹搨此碑文，到地方官呈訴，以免拖累。」
除了禁止原因外，嚴禁自盡圖賴碑記也通常會於陰刻處，以大清律例為本，明白列出誣告相關懲處法律。例如有人將祖父母、父母的死誣賴他人，首先將誣告犯杖打100大板外，還須服監牢徒刑3年，如是其他親人，則改罰打80板，徒刑2年。倘若該罪行一旦正式由官衙審辦，若查出為誣告外，除了統一100大板外，尚加重服刑為流放至邊疆。
嚴禁自盡圖賴碑記通常以石碑為素材，至於大小，以1822年立，今完整現存於台灣南部恆春的嚴禁自盡圖賴碑記為例，該石碑為台尺六尺四方。